# Aaptos nuda
Aaptos nuda là một loài động vật thân lỗ thuộc họ Suberitidae. Đây là loài bản địa của Nam Phi. Loài này được Randolph Kirkpatrick mô tả năm 1903.